# Arnas Kazlauskas
Arnas Kazlauskas (Vilnius, 11 marzo 1976) è un ex cestista lituano.

## Palmarès
- Campionato lituano: 1

Lietuvos rytas: 1999-2000
- Coppa di Bulgaria: 1

Levski Sofia: 2009